# Кудрянка (река)
Кудрянка (укр. Кудрянка) (другое название — Самец (укр. Самець)) — река на Украине (в пределах Хмельницкого района Хмельницкой области). Правый приток Южного Буга; впадает в него в черте города Хмельницкого. В Кудрянку впадает 38 притоков, в основном небольших ручьев. Длина реки — 25 км; площадь бассейна — 92,4 км²; густота речной сетки 1,03 км/км².
На реке в пределах города Хмельницкого находятся три пруда (Ружичнянский и два Дубовских), которые являются местами отдыха, а также служат местами для рыбалки. Однако купаться на реке запрещено, поскольку качество воды в ней не проверяется.
На Ружичнянском пруду в 1960—1970-х годах действовал один из лучших в УССР водноспортивных комплексов, и проводились соревнования международных и всесоюзных уровней. В частности, в 1965 году здесь были проведены соревнования на первенство страны по гребле на байдарках и каноэ, а в 1966 году состоялись международные соревнования по этому виду спорта.
Периодически воды реки затапливают прибрежные постройки хмельничан.